# Comunión de Porvoo

Comunión de Porvoo por países.

La Comunión de Porvoo es la comunidad formada por un acuerdo entre trece Iglesias europeas que se consideran herederas plenas del cristianismo católico y apostólico no obstante ser también protestantes. El acuerdo, denominado "La Declaración en Común de Porvoo" (The Porvoo Common Statement), estableció la plena comunión entre las Iglesias participantes. El acuerdo fue consensuado en 1994, en la ciudad finlandesa de Porvoo (Borgå). Las iglesias involucradas fueron las anglicanas de las islas británicas, las luteranas (Iglesias nacionales) de los países nórdicos y las Iglesias luteranas de los países bálticos. Consensos posteriores atrajeron a las Iglesias anglicanas de la península ibérica al acuerdo.
Las Iglesias firmantes de la Comunión de Porvoo son las siguientes:
Desde 1994
- La Iglesia episcopal escocesa
- La Iglesia de Noruega
- La Iglesia de Suecia
- La Iglesia evangélica luterana estonia
- La Iglesia evangélica luterana de Lituania

Desde 1995
- La Iglesia de Inglaterra
- La Iglesia de Irlanda (República de Irlanda e Irlanda del Norte)
- La Iglesia en Gales
- La Iglesia nacional de Islandia
- La Iglesia evangélica luterana de Finlandia

Desde 2001
- La Iglesia lusitana católica apostólica evangélica (Portugal)
- La Iglesia española reformada episcopal

Desde 2010
- La Iglesia del Pueblo Danés (Dinamarca)[1]

Desde 2014
- La Iglesia evangélica luterana letona en el extranjero
- La Iglesia luterana en Gran Bretaña

Iglesias que participan como observadoras:
- La Iglesia evangélica luterana de Letonia (desde 1994)